# Nogometni Klub Pohorje
Il  Nogometni Klub Pohorje è una società calcistica slovena con sede nella città di Ruše.
Fondato nel 1956, il club nella stagione 2013-2014 milita nella 4.SNL.

## Stadio
Il club gioca le gare casalinghe nello stadio comunale di Ruše, che ha una capacità di 3000 posti.

## Palmarès

### Competizioni nazionali
- Tretja slovenska nogometna liga: 3

1997-98, 2002-03

### Altri piazzamenti
- Druga slovenska nogometna liga:

Secondo posto: 1998-1999